# Reino da Eslavônia

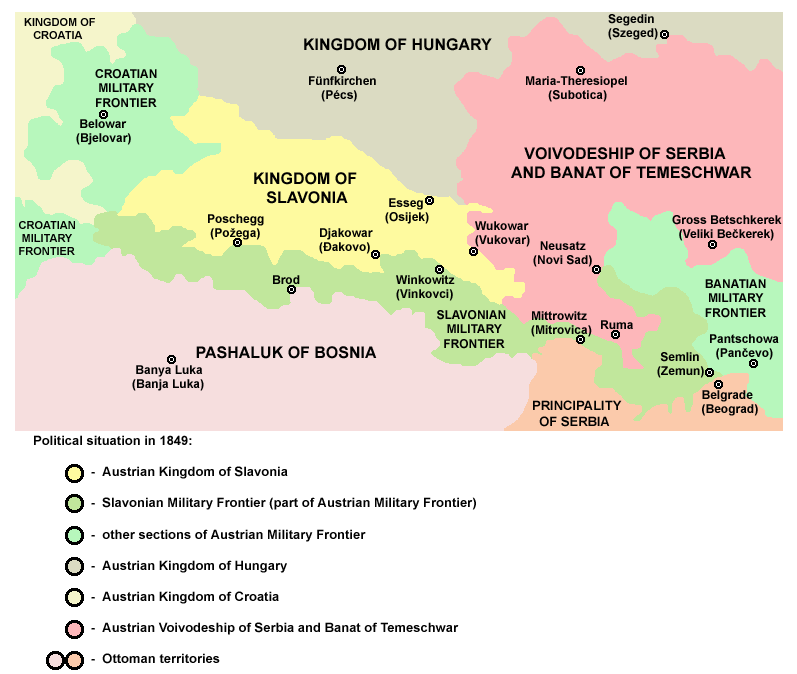
Reino da Eslavônia em 1849.

O Reino da Eslavônia (em croata: Kraljevina Slavonija, em alemão:  Königreich Slawonien alemão: Königreich Slawonien, em croata:  Kraljevina Slavonija latín: Regnum Sclavoniae, em húngaro: Szlavón Királyság) foi uma província da Monarquia Habsburgo e do Império austriaco que existiu desde 1699 até 1868. Incluía zonas do norte das atuais regiões da Eslavônia (atualmente em Croácia) e Sirmia (atualmente em Sérvia e Croácia). O sul destas regiões fazia parte da Fronteira Militar Habsburgo (conhecido como Krajina eslavona). Perdeu sua autonomia em 1868 ao ser incluído no Reino de Croácia-Eslavônia.

## História
A promoção a reino da Eslavônia (baixo soberania húngara) produz-se em 1226, quando o rei Bela IV da Hungria lhe outorgou a categoria de reino, sendo até então um banato. No marco das Guerras otomano-húngaras, o território foi conquistado completamente pelo Império otomano depois da Batalha de Mohács de 1526. A partir dos territórios recuperados pela monarquia Habsburgo aos otomanos pelo Tratado de Karlowitz (1699, que pôs fim à Grande Guerra Turca), a administração dos Habsburgos lhe devolveu o título de Reino. Inicialmente, teve o status de uma terra separada dos Habsburgos baixo administração civil-militar que durou de 1699 a 1745. Em 1745, introduziu-se uma única administração civil, e o Reino de Eslavônia, como uma das Terras da Coroa de São Estevão, foi incluído administrativamente no Reino da Croácia, a sua vez baixo o Reino da Hungria. Desde 1849, o Reino da  Eslavônia e o Reino de Croácia afirmaram-se como monarquias separadas (terras constituintes) do Império austríaco. Depois do Compromisso croato-húngaro de 1868, o Reino de Eslavônia foi unido ao Reino de Croácia formando o Reino da Croácia-Eslavônia, que apesar de que estava baixo a soberania da Coroa de Santo Estêvão manteve um importante nível de autonomia.

## Geografia
O Reino da Eslavônia estava delimitado pelo  Reino da Croácia para o oeste, o Reino da Hungria ao norte e a leste e pelo Império Otomano ao sul. Juntamente com fronteira militar eslavôna tinha cerca de 6600 milhas sq. Foi dividido em três condados de Požega, Virovitica e Syrmia. Além de uma cadeia de montanhas no meio da província, a parte restante do Reino eslavo consistia de Eminências fértil plantadas com vinhas e árvores de fruto e extensas planícies.

## População
O censo da população austríaco de 1790 para o Reino de Eslavônia por etnias registou 131 000 sérvios (o 46,8% da população), 128 000 croatas (45,7%), 19 000 magiares (6,8%) e 2.000 alemães (0,7%). Esta divergência étnica é devida a que nessa época o reino incluía partes do norte de Sirmia, principalmente habitadas por sérvios.
A etnicidade também podia ser parcialmente determinada através da religião: os alemães, italianos e eslavos católicos eram em sua maioria da mesma religião, e uma minoria de sérvios também eram católicos, sendo a grande maioria destes cristãos ortodoxos. Segundo um censo no qual só foram incluídos os varões, existiam 74 671 católicos, 68 390 cristãos ortodoxos, 1744 calvinistas, 97 luteranos e 160 judeus. O úmero de cristãos ortodoxos era maior em zonas de maioria sérvia como Sirmia: 32.090 cristãos ortodoxos e 12.633 católicos romanos. Em zonas de maioria croata de Eslavônia como Požega e Virovitica, os católicos eram mais numerosos que a população ortodoxa.

## Economia
A Eslavônia foi principalmente uma terra agrícola, tal como  Reino da Croácia, e ficou conhecido por sua profucçao de seda. A Agricultura e a criação de gado foram as mais rentáveis ocupações dos habitantes. Ele produziu milho de todos os tipos, cânhamo, linho, tabaco e grandes quantidades de alcaçuz. A quantidade de vinho produzida também era grande, especialmente no Condado de Srijem. Em 1857 emprego industrial (11,01%) foi maior no Condado de Osijek, enquanto 72,3% foram empregados na agricultura (82,9% no Condado de Požega). 

## Veja-se também
- História de Croácia
- Reino de Dalmácia
- Banovina de Eslavônia
- Eslavônia Oriental, Baranja e Sirmia Ocidental